# Liste des édifices labellisés « Maisons des Illustres » en Provence-Alpes-Côte d'Azur
Cet article recense les édifices possédant le label « Maisons des Illustres » en Provence-Alpes-Côte d'Azur, en France. 
Au début 2024, la région compte 16 édifices ainsi labellisés.

## Liste
| Édifice                               | Personnalité                       | Département             | Commune               | Référence | Protection        | Coordonnées                 | Photo |
| ------------------------------------- | ---------------------------------- | ----------------------- | --------------------- | --------- | ----------------- | --------------------------- | ----- |
| Maison Alexandra David-Neel           | Alexandra David-Néel               | Alpes-de-Haute-Provence | Digne-les-Bains       | MI141     | Inscrit MH (1996) | 44° 04′ 54″ N, 6° 13′ 26″ E |       |
| Maison « Le Paraïs »                  | Jean Giono                         | Alpes-de-Haute-Provence | Manosque              | MI142     | Inscrit MH (1996) | 43° 51′ 01″ N, 5° 47′ 25″ E |       |
| Villa Thuret et jardin botanique      | Gustave Thuret                     | Alpes-Maritimes         | Antibes               | MI234     |                   | 43° 33′ 50″ N, 7° 07′ 28″ E |       |
| Site corbuséen du Cap Martin          | Le Corbusier                       | Alpes-Maritimes         | Roquebrune-Cap-Martin | MI137     | Inscrit MH (1994) | 43° 45′ 36″ N, 7° 27′ 48″ E |       |
| Musée Escoffier de l'art culinaire    | Auguste Escoffier                  | Alpes-Maritimes         | Villeneuve-Loubet     | MI208     |                   | 43° 39′ 30″ N, 7° 07′ 24″ E |       |
| Atelier de Cézanne                    | Paul Cézanne                       | Bouches-du-Rhône        | Aix-en-Provence       | MI140     | Inscrit MH (1974) | 43° 32′ 20″ N, 5° 26′ 46″ E |       |
| Fondation Camargo                     | Jerome Hill                        | Bouches-du-Rhône        | Cassis                | MI233     |                   | 43° 12′ 50″ N, 5° 31′ 59″ E |       |
| Mas du Bayle-Vert                     | Max-Philippe Delavouët             | Bouches-du-Rhône        | Grans                 | MI201     | Inscrit MH (1996) | 43° 37′ 00″ N, 5° 01′ 22″ E |       |
| Villa Michel-Simon                    | Michel Simon                       | Bouches-du-Rhône        | La Ciotat             | MI139     |                   | 43° 10′ 12″ N, 5° 35′ 39″ E |       |
| Musée Frédéric-Mistral                | Frédéric Mistral                   | Bouches-du-Rhône        | Maillane              | MI225     |                   | 43° 50′ 01″ N, 4° 46′ 58″ E |       |
| Maison de Nostradamus                 | Nostradamus                        | Bouches-du-Rhône        | Salon-de-Provence     | MI138     |                   | 43° 38′ 28″ N, 5° 05′ 54″ E |       |
| Le Plantier de Costebelle             | Paul Bourget                       | Var                     | Hyères                | MI226     | Inscrit MH (1976) | 43° 05′ 45″ N, 6° 07′ 12″ E |       |
| Villa Noailles                        | Marie-Laure et Charles de Noailles | Var                     | Hyères                | MI135     | Inscrit MH (1975) | 43° 07′ 26″ N, 6° 07′ 38″ E |       |
| Musée Renoir                          | Auguste Renoir                     | Vaucluse                | Cagnes-sur-Mer        | MI143     |                   | 43° 40′ 03″ N, 7° 09′ 25″ E |       |
| Musée-bibliothèque François Pétrarque | Pétrarque                          | Vaucluse                | Fontaine-de-Vaucluse  | MI136     |                   | 43° 55′ 19″ N, 5° 07′ 42″ E |       |
| Harmas de Jean-Henri Fabre            | Jean-Henri Fabre                   | Vaucluse                | Sérignan-du-Comtat    | MI144     |                   | 44° 11′ 15″ N, 4° 50′ 26″ E |       |